# Euan Hankey
Pas d'image ? Cliquez ici
Euan Hankey, né le 18 mars 1987 à Taunton en Angleterre, est un pilote automobile Britannique.

## Palmarès

### 24 Heures du Mans
| Année | Écurie   | Copilotes                    | Voiture                  | Classe   | Tours | Pos. | Class Pos. |
| ----- | -------- | ---------------------------- | ------------------------ | -------- | ----- | ---- | ---------- |
| 2017  | TF Sport | Salih Yoluç Rob Bell         | Aston Martin Vantage GTE | LMGTE Am | 329   | 35e  | 7e         |
| 2018  | TF Sport | Salih Yoluç Charlie Eastwood | Aston Martin Vantage GTE | LMGTE Am | 304   | Abd. | Abd.       |
| 2019  | TF Sport | Salih Yoluç Charlie Eastwood | Aston Martin Vantage GTE | LMGTE Am | 327   | 42e  | 11e        |

### Michelin Le Mans Cup
| Année | Ecurie   | Châssis                      | Moteur                      | 1     | 2      | 3     | 4     | 5     | 6     | Position | Points |
| ----- | -------- | ---------------------------- | --------------------------- | ----- | ------ | ----- | ----- | ----- | ----- | -------- | ------ |
| 2016  | TF Sport | Aston Martin V12 Vantage GT3 | Aston Martin 6.0 L V12 Atmo | IMO 1 | RTLM 4 | RBR 3 | LEC 3 | SPA 3 | EST 1 | 2e       | 107    |

### European Le Mans Series
| Année | Écurie   | Châssis                  | Moteur                     | Classe | 1     | 2     | 3     | 4     | 5     | 6     | Position | Points |
| ----- | -------- | ------------------------ | -------------------------- | ------ | ----- | ----- | ----- | ----- | ----- | ----- | -------- | ------ |
| 2015  | TF Sport | Aston Martin Vantage GTE | Aston Martin 4.5 L V8 Atmo | GTC    | SIL 1 | IMO 2 | RBR 3 | LEC 2 | EST 5 |       | 11e      | 10     |
| 2017  | TF Sport | Aston Martin Vantage GTE | Aston Martin 4.5 L V8 Atmo | LMGTE  | SIL 1 | MON 2 | RBR 3 | LEC 2 | SPA 5 | ALG 3 | 2e       | 102    |

### Championnat du monde d'endurance FIA
| Année     | Écurie   | Voiture                  | Moteur                     | Classe   | 1     | 2        | 3   | 4   | 5   | 6   | 7      | 8     | Position | Points |
| --------- | -------- | ------------------------ | -------------------------- | -------- | ----- | -------- | --- | --- | --- | --- | ------ | ----- | -------- | ------ |
| 2018-2019 | TF Sport | Aston Martin Vantage GTE | Aston Martin 4,5 L V8 Atmo | LMGTE Am | SPA 2 | LMS Abd. | SIL | FUJ | SHA | SEB | SPA '2 | LMS 6 | 13e      | 49     |